# Емі Раян
Емі Бет Джевіонтковські (англ. Amy Beth Dziewiontkowski, відома як Емі Раян (англ. Amy Ryan; нар. 30 листопада 1969) — американська акторка.

## Життєпис
Майбутня акторка народилась у Квінзі, і в дитинстві підробляла тим, що розвозила з сестрою на велосипеді ранкові газети.
Після закінчення вищої акторської школи в 1987 році, Райан дебютувала на театральних підмостках Нью-Йорка. З 1993 року вона стала часто з'являтися на Бродвеї, двічі ставши номінанткою на театральну премію «Тоні» за свої ролі в постановках «Дядя Ваня» у 2000 році і «Трамвай „Бажання“» у 2005.
З початку 1990-х акторка стала часто зніматися на телебаченні, досягнувши найбільшої популярності за роль Емі в серіалі «Закон і порядок», яку вона грала там протягом 13 років. Окрім цього, вона відома своїми роботами в серіалах «Я полечу», «Гола правда», «Центральна вулиця, 100», «Закон і порядок. Злочинний намір», «Дроти» і «Офіс».
На великому екрані вперше з'явилася лише в 1999 році в малопримітному фільмі «Роберта». Потім були ролі у фільмах «Війна світів» (2005), «Капоте» (2005), «Ігри диявола» (2007), «Бувай, дитинко, бувай» (2007), «Підміна» (2008), «Перемагай!» (2011), «План втечі» (2013), «Бердмен» (2014), «Міст шпигунів»(2015), «Страшилки» (2015) і «Півтора шпигуна» (2016).
Зрежисувала фільм «Непросте дільце» в 2004 році.

## Особисте життя
Восени 2009 року акторка народила дочку Джорджіа Грейсі Словін від свого нареченого Еріка Словіна. Емі Райан є найкращою подругою акторки Патрісії Кларксон .

## Фільмографія
| Рік       |    | Українська назва                          | Оригінальна назва                      | Роль                  |
| --------- | -- | ----------------------------------------- | -------------------------------------- | --------------------- |
| 1990      | с  | Як обертається світ                       | As the World Turns                     | Рене                  |
| 1991      | с  | Квантовий стрибок                         | Quantum Leap                           | Ліббі МакБейн         |
| 1991      | с  | Бруклінський міст                         | Brooklyn Bridge                        | молода Софі           |
| 1992      | с  | Великий ремонт                            | Home Improvement                       | Робін                 |
| 1992      | тф | У глухому лісі                            | In the Deep Woods                      | Бет                   |
| 1992      | с  | Я полечу                                  | I'll Fly Away                          | Паркі Сассер          |
| 1993—2006 | с  | Закон і порядок                           | Law & Order                            | Емі/Валері Мессік     |
| 1995      | с  | Сирени                                    | Sirens                                 | Ейпріл Ворд           |
| 1995      | с  | Швидка допомога                           | ER                                     | сестра                |
| 1995—1996 | с  | Гола правда                               | The Naked Truth                        | Хлоя Бенкс            |
| 1998      | с  | Надія Чикаго                              | Chicago Hope                           | Гелен Шервуд          |
| 1998      | тф |                                           | Remembering Sex                        | Елейн Девлін          |
| 1998      | с  | Їх особиста воля                          | A Will of Their Own                    | Керрі Бейкер          |
| 1999      | ф  | Роберта                                   | Roberta                                | Джуді                 |
| 1999      | с  | Убивчий відділ                            | Homicide: Life on the Street           | Еріка Каллен          |
| 2000      | с  | Закон і порядок: Спеціальний корпус       | Law & Order: Special Victims Unit      | Лоррейн Хансен        |
| 2000      | ф  | Можеш розраховувати на мене               | You Can Count on Me                    | Рейчел Луїза Прескотт |
| 2000      | кф |                                           | A Pork Chop for Larry                  | Бет                   |
| 2001—2002 | с  | Центральна вулиця, 100                    | 100 Centre Street                      | Еллен Ребекка Ріфкінд |
| 2002      | тф |                                           | Baseball Wives                         | Меган Салерно         |
| 2003      | с  | Таксист                                   | Hack                                   |                       |
| 2003—2007 | с  | Закон і порядок. Злочинний намір          | Law & Order: Criminal Intent           | Еді Нельсон           |
| 2003—2008 | с  | Прослушка                                 | The Wire                               | Біді Рассел           |
| 2004      | ф  | У руках Бога                              | Keane                                  | Лінн Бедік            |
| 2004      | с  | Третя зміна                               | Third Watch                            | лікарка Дженні Хенсон |
| 2005      | ф  | Війна світів                              | War of the Worlds                      | сусідка               |
| 2005      | ф  | Капоте                                    | Capote                                 | Мері Д`юї             |
| 2005      | ф  | У пошуках комедії в мусульманському світі | Looking for Comedy in the Muslim World | Емілі Брукс           |
| 2006      | ф  | Чудово                                    | Marvelous                              | Квіні                 |
| 2006      | кф | Синяк                                     | Shiner                                 | мати                  |
| 2006      | с  | Американська пригода                      | The American Experience                | Лузена Вілсон         |
| 2006—2007 | с  | Викрадений                                | Kidnapped                              | Морін Кемпбелл        |
| 2007      | тф |                                           | M.O.N.Y.                               | Марсі Фаттерман       |
| 2007      | кф |                                           | Forward                                |                       |
| 2007      | ф  | Бувай, дитинко, бувай                     | Gone Baby Gone                         | Гелен МакКріді        |
| 2007      | ф  | Ігри диявола                              | Before the Devil Knows You're Dead     | Марта Хенсон          |
| 2007      | ф  | Ніл Кессіді                               | Neal Cassady                           | Керолін Кессіді       |
| 2007      | ф  | Закохатися у наречену брата               | Dan in Real Life                       | Ейлін                 |
| 2008      | ф  | Підміна                                   | Changeling                             | Керол Декстер         |
| 2008      | с  | Незалежна лінза                           | Independent Lens                       | Аніта Гоффман         |
| 2008—2011 | с  | Офіс                                      | The Office                             | Голлі Флекс           |
| 2009      | ф  | Зниклий безвісти                          | The Missing Person                     | Місс Чарлі            |
| 2009      | ф  | Боб Фанк                                  | Bob Funk                               | Місс Райт             |
| 2010      | ф  | Джек вирушає у плавання                   | Jack Goes Boating                      | Конні                 |
| 2010      | ф  | Не брати живим                            | Green Zone                             | Лорі Дейн             |
| 2010      | с  | Пацієнти                                  | In Treatment                           | лікарка Адель Браус   |
| 2011      | ф  | Перемагай!                                | Win Win                                | Джекі Флаереті        |
| 2013      | ф  | На повні груди                            | Breathe In                             | Меган Рейнольдс       |
| 2013      | ф  | План втечі                                | Escape Plan                            | Ебігейл Росс          |
| 2013      | тф | Завершити історію                         | Clear History                          | Венді                 |
| 2013      | ф  | Вузол диявола                             | Devil's Knot                           | Маргарет Лекс         |
| 2014      | ф  | Бердмен                                   | Birdman                                | Сильвія               |
| 2014      | ф  | Дон Верден                                | Don Verdean                            | Керол                 |
| 2015      | ф  | Страшилки                                 | Goosebumps                             | Гейл Купер            |
| 2015      | ф  | Міст шпигунів                             | Bridge of Spies                        | Мері Маккенна Донован |
| 2015      | ф  | Гучніше за бомби                          | Louder Than Bombs                      | Ханна                 |
| 2016      | ф  | Півтора шпигуна                           | Central Intelligence                   | агент Памела Гарріс   |
| 2016      | ф  | Афера під прикриттям                      | The Infiltrator                        | Бонні Тишлер          |
| 2016      | ф  | Автомонстри                               | Monster Trucks                         | Сінді Ковлі           |
| 2018      | ф  | Гарний хлопчик                            | Beautiful Boy                          | Вікі Шефф             |
| 2024      | ф  | Самотні вовки                             | Wolfs                                  | Маргарет              |

## Нагороди та номінації
За роль у драмі " Бувай, дитинко, бувай " (2007) Райан визнана Національною радою кінокритиків найкращою актрисою другого плану, також цю номінацію її присудила асоціація кінокритиків Нью-Йорка, Лос-Анджелеса, Бостона, Сан-Франциско, Вашингтона, округу Колумбія та інші. Була номінована на " Золотий глобус " і " Оскар ". У 2010 році номінована Comedy Film Awards у комедійній індустрії за фільм «Джек вирушає у плавання» за кращу жіночу головну роль. У 2011 році асоціацією кінокритиків Юта за кращу жіночу роль другого плану у фільмі " Перемагай! ".